# Arkadiusz Pietruszka
Arkadiusz Pietruszka – polski zootechnik, doktor habilitowany nauk rolniczych.

## Życiorys
W 1995 r. ukończył studia zootechniczne w Akademii Rolniczej w Szczecinie, w 2000 r. obronił pracę doktorską pt.  Badania nad przydatnością knurów mieszańcowych z wykorzystaniem rasy pietrain w krzyżowaniu towarowym świń pod kierunkiem prof. Romana Czarneckiego, w 2010 r. habilitował się na podstawie pracy zatytułowanej Ocena przydatności do rozpłodu młodych knurów linii 990 odchowywanych w miotach standaryzowanych, uwzględniająca polimorfizm wybranych genów.
Pracuje w Zachodniopomorskim Uniwersytecie Technologicznym w Szczecinie.